# بيسا بار-أدون
بيسا بار-أدون  (بالعبرية: פסח בר אדון‏)عالم أثار وكاتب إسرائيلي من أصل بولندي.

## النشأة
ولد في كولنو، بولندا، لعائلة يهودية حريدية صهيونية، وقد تلقى تعليمه في مدرسة يهودية في يشيفا. وقد لجأ إلى فلسطين في عام 1925. وقد تلقى تعليمه الجامعي في الجامعة العبرية في القدس.